# Hanna Rek (1963)
Hanna Rek - trzeci minialbum Hanny Rek wydany przez Pronit w 1963 roku. Album zawierał nagrania artystki dokonane w 1963 roku w studio Polskich Nagrań w Warszawie.

## Lista utworów
Strona a:
1. Augustowskie noce (Franciszka Leszczyńska - Zbigniew Zapert, Andrzej Tylczyński)
2. Ja mam szczęście do wszystkiego (Lucjan Marian Kaszycki - Agnieszka Osiecka)

Strona b:
1. Szczęście (Manos Hadjiadakis - Ola Obarska)
2. Rumba z pomarańczą (Hanna Skalska - Helena Kołaczkowska)

## Muzycy
- Hanna Rek - śpiew
- Zespół Instrumentalny Leszka Bogdanowicza - akompaniament